# Трын
Трын (болг. Трън) — город в Болгарии. Находится в Перникской области, административный центр общины Трын. Население составляет 2460 человек (2022).
Город расположен на обоих берегах реки Ерма, в самой восточной части высокогорной котловины Знеполе, у подножия горы Руй. Зимой 1947 года в Трыне была зафиксирована самая низкая температура на территории Болгарии — минус 38,3 °C.

## Политическая ситуация
Кмет (мэр) общины Трын — Станислав Антонов Николов (Граждане за европейское развитие Болгарии (ГЕРБ)) по результатам выборов в правление общины.

## Галерея

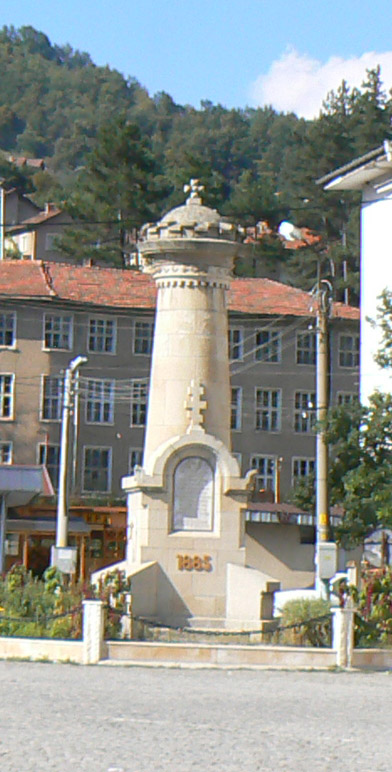
Мемориал погибшим в Сербско-Болгарской войне
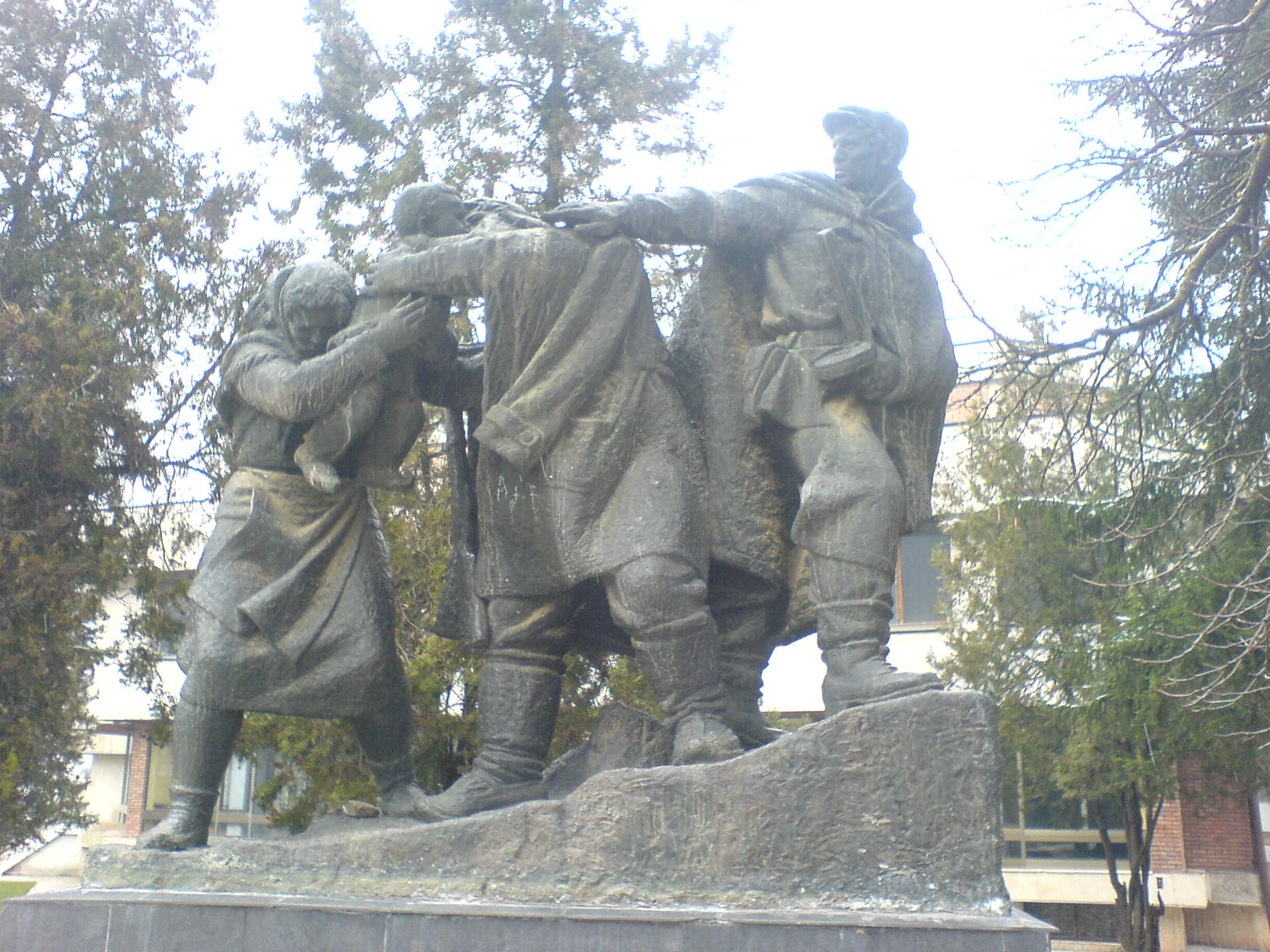
памятник Трынскому партизанскому отряду
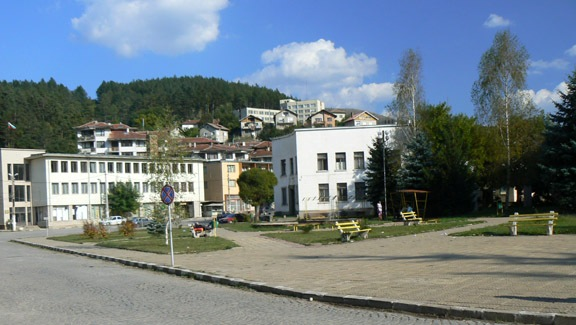
Город Трын